# Université de Kaboul
L’université de Kaboul a été fondée en 1932. Elle a été la cible de plusieurs attentats terroristes, notamment en mars 2018 et novembre 2020, faisant plusieurs dizaines de morts.

## Histoire
L'université de Kaboul a été créée en 1932 sous le règne du roi Mohammad Nadir Shah et du Premier ministre Mohammad Hashim Khan (en), ouvrant ses portes un an plus tard aux étudiants de tout le pays. Il a bénéficié de partenariats avec les gouvernements de la Turquie, de la France, de l'Allemagne et des États-Unis.

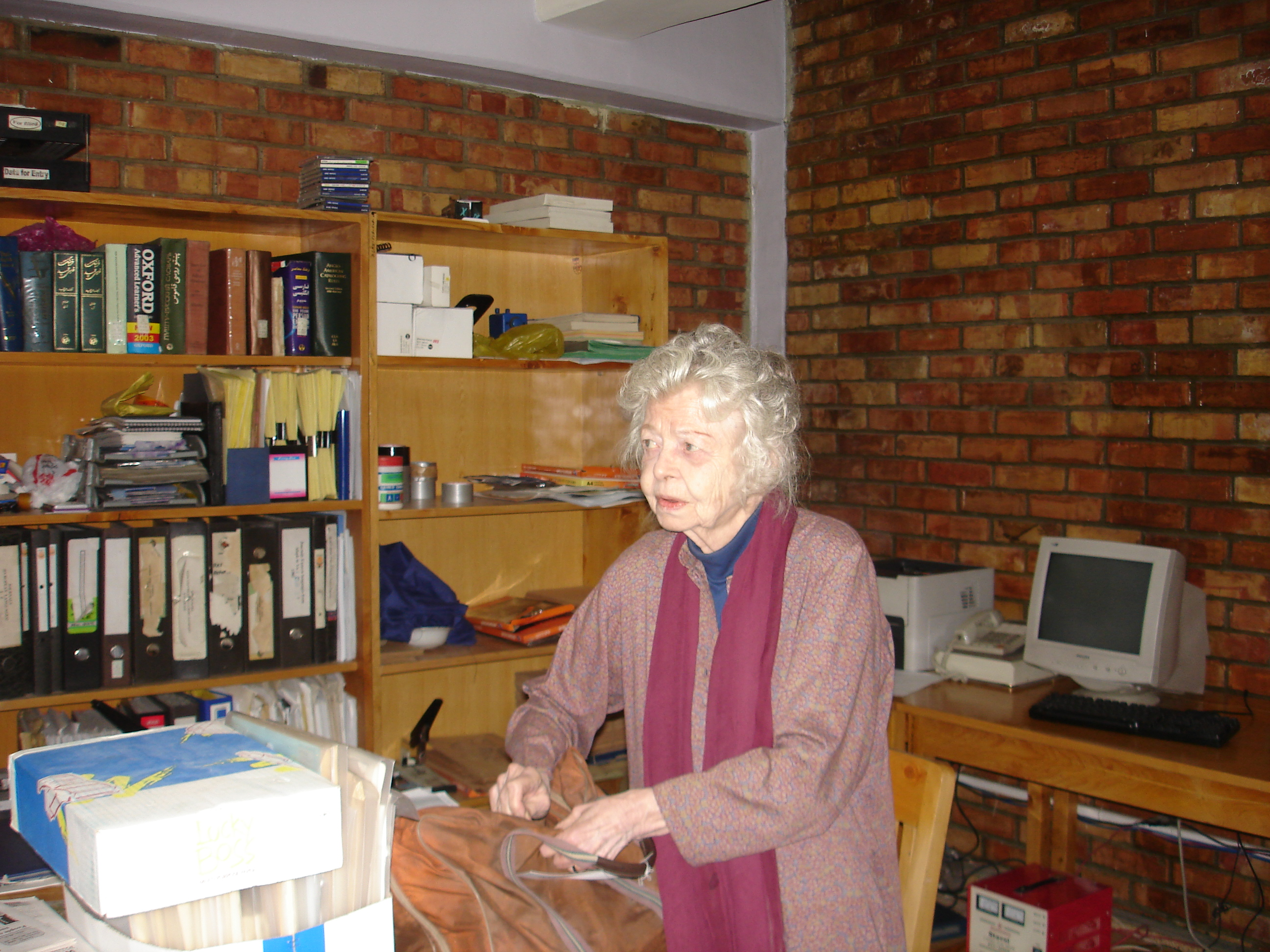
Nancy Dupree a été la directrice du centre afghan de l'université de Kaboul (ACKU) à partir de 1962.

Dans les années 1960, des universitaires formés à l'étranger peuplaient le campus, exposant la nouvelle génération à de nouveaux sujets de réflexion, tels que le communisme, le féminisme et le capitalisme. Parmi les étudiants notables de cette époque, on peut compter Ahmad Shah Massoud, Gulbuddin Hekmatyar, le Dr Faiz Ahmad (en) et Saydal Sokhandan (en). De nombreuses personnalités constituant des groupes politiques ont été formées à l'université, tels que les Khalqistes, les Parchamites, les Sholayees et les Frères musulmans. Lors d'un affrontement entre Ikhwanis et Sholayees dans les années 1970, le poète Saydal Sokhandan est tué par Hekmatyar, pendant une dispute.
Pendant la période de la République démocratique d'Afghanistan, l'université de Kaboul perd plusieurs conférenciers et membres de son personnel. La majorité des professeurs de l'université s'exile ensuite pendant la décennie de troubles et de guerre civile qui suivent la chute du gouvernement du Parti démocratique populaire d'Afghanistan, en 1992. La zone autour de l'université et de Karte Char devient un champ de bataille majeur pendant la guerre d'Afghanistan (1992-1996).
Après la destitution du gouvernement taliban fin de 2001, suivant la campagne d'Afghanistan, la communauté internationale se concentre sur la reconstruction des établissements d'enseignement dans le pays. En janvier 2004, le campus n'avait que 24 ordinateurs. Dans le cadre de son programme de rétablissement, l'université établit des partenariats avec quatre universités étrangères, dont l'université Purdue et l'université de l'Arizona. En outre, le Centre de technologie de l'information est créé en 2002 avec la coopération de l’office allemand d'échanges universitaires (DAAD) et de l'université technique de Berlin. Le nombre d'étudiants dans l'enseignement supérieur passe de 22 717 en 2002 à 56 451 en 2008. En 2008, l'université de Kaboul est fréquentée par 9 660 étudiants, dont 2 336 (24 %) femmes.

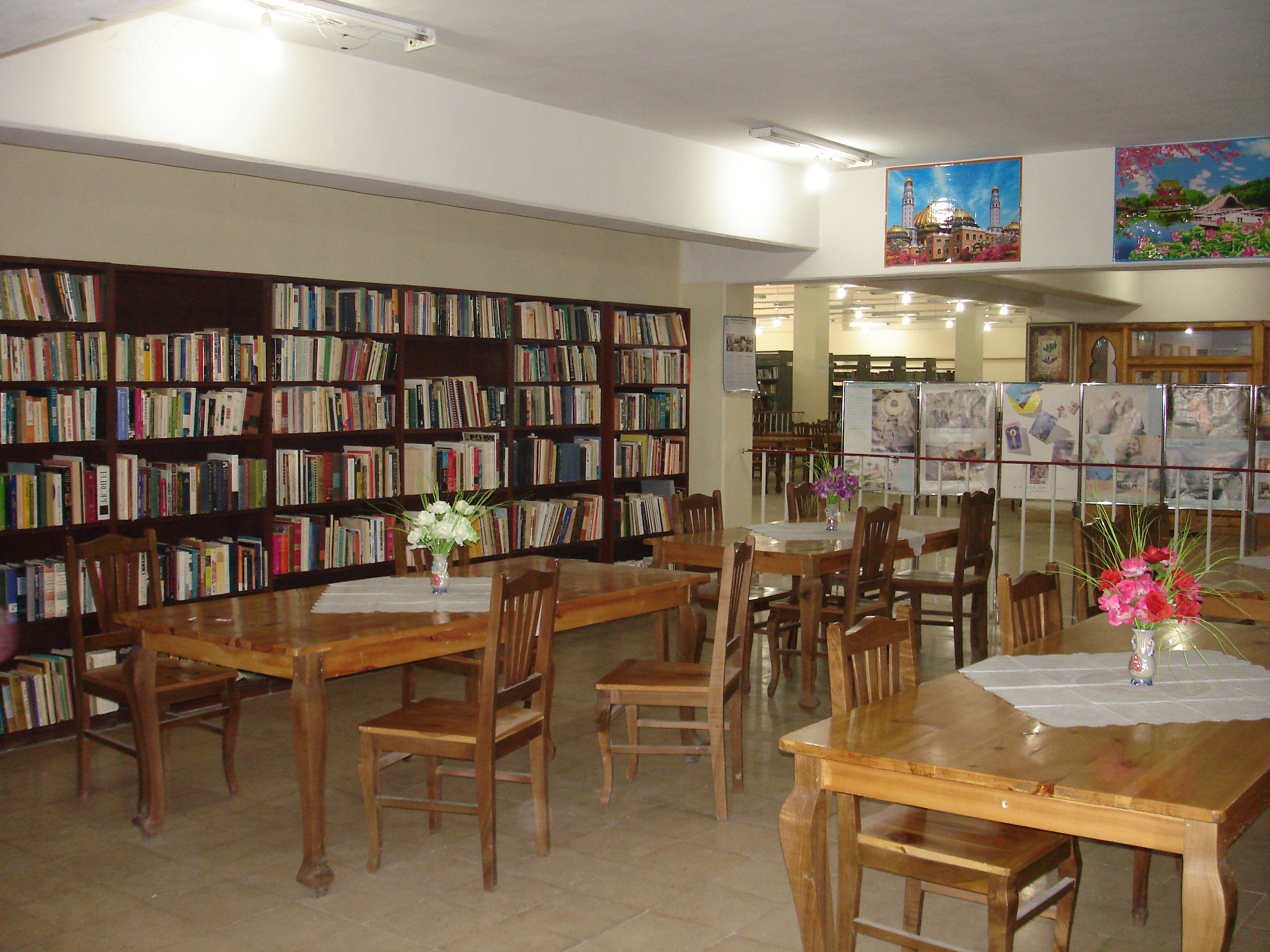
La bibliothèque centrale de l'université en 2008.

En 2007, l'Iran aurait donné des fonds à la faculté de médecine dentaire de l'université, notamment 25 000 livres. La bibliothèque principale de l'université de Kaboul a été construite par les États-Unis. Il s'agit de la bibliothèque la mieux équipée d'Afghanistan. Elle est équipée d'ordinateurs, de livres et de magazines.
En 2008, le campus de l'université de Kaboul est doté d'installations de réseau local par le centre de technologie de l'information de l'université de Kaboul (ITCK). Chaque bâtiment est connecté au réseau du campus et dispose d'une connexion Internet à partir d'une dorsale en fibre optique.
En 2009, l'université compte 14 000 étudiants dont 25 % de femmes au sein de 14 facultés : agriculture, sciences, informatique, ingénierie, vétérinaire, pharmacie, études islamiques, droit, journalisme, économie, sciences humaines et sociales, psychologie, langues et littérature, beaux-arts.
Un attentat suicide revendiqué par l'organisation État islamique (EI), le 21 mars 2018, fait au moins vingt-six morts, pour la plupart des adolescents, tués alors qu'ils célébraient Norouz, le Nouvel an perse.
En 2020, l'université compte environ 22 000 étudiants dont 43 % de femmes (la même année, Le Figaro Magazine compte pour sa part 23 000 étudiants, dont 40 % de femmes).
Le 2 novembre 2020, en amont d'une foire du livre iranien, le campus est la cible d'un attentat à la bombe et de fusillades, revendiqués par l'organisation État islamique : un bilan au 5 novembre fait état de 35 personnes tuées et de cinquante blessées, majoritairement des étudiants. « Trois assaillants sont impliqués. L'un d'eux a fait exploser la charge qu'il portait sur lui au début de l'attaque, deux ont été abattus par les forces de sécurité », indique le porte-parole du ministère de l'Intérieur afghan. Le 4 novembre, le ministère de l'Intérieur déclare dans un communiqué que « les organisateurs de cette attaque font partie du réseau Haqqani [...]. Et le réseau Haqqani est indissociable des talibans ».

## Personnalités liées à l'université

### Étudiants
- Abdul Ghafar Lakanwal (?-?), homme politique afghan
- Shafiqa Habibi (1941-), journaliste et femme politique
- Ahmad Shah Massoud, (1953-2001), homme politique et chef de guerre
- Gulbuddin Hekmatyar (1947-), homme politique et chef de guerre
- Faiz Ahmad (en) (1946-1986), révolutionnaire marxiste-léniniste
- Saydal Sokhandan (en) (-1972), dirigeant étudiant maoïste
- Farida Momand (1965-), femme politique
- Delbar Nazari (1968-), femme politique
- Qais Akbar Omar (1982-), écrivain et journaliste